# Latace
Latace é um género botânico pertencente à família Alliaceae.